# ZNF410
ZNF410 (англ. Zinc finger protein 410) – білок, який кодується однойменним геном, розташованим у людей на 14-й хромосомі. Довжина поліпептидного ланцюга білка становить 478 амінокислот, а молекулярна маса — 52 113.
| 10         |  | 20         |  | 30         |  | 40         |  | 50         |
| ---------- |  | ---------- |  | ---------- |  | ---------- |  | ---------- |
| MLSDELESKP |  | ELLVQFVQNT |  | SIPLGQGLVE |  | SEAKDITCLS |  | LLPVTEASEC |
| SRLMLPDDTT |  | NHSNSSKEVP |  | SSAVLRSLRV |  | NVGPDGEETR |  | AQTVQKSPEF |
| LSTSESSSLL |  | QDLQPSDSTS |  | FILLNLTRAG |  | LGSSAEHLVF |  | VQDEAEDSGN |
| DFLSSESTDS |  | SIPWFLRVQE |  | LAHDSLIAAT |  | RAQLAKNAKT |  | SSNGENVHLG |
| SGDGQSKDSG |  | PLPQVEKKLK |  | CTVEGCDRTF |  | VWPAHFKYHL |  | KTHRNDRSFI |
| CPAEGCGKSF |  | YVLQRLKVHM |  | RTHNGEKPFM |  | CHESGCGKQF |  | TTAGNLKNHR |
| RIHTGEKPFL |  | CEAQGCGRSF |  | AEYSSLRKHL |  | VVHSGEKPHQ |  | CQVCGKTFSQ |
| SGSRNVHMRK |  | HHLQLGAAGS |  | QEQEQTAEPL |  | MGSSLLEEAS |  | VPSKNLVSMN |
| SQPSLGGESL |  | NLPNTNSILG |  | VDDEVLAEGS |  | PRSLSSVPDV |  | THHLVTMQSG |
| RQSYEVSVLT |  | AVNPQELLNQ |  | GDLTERRT   |  |            |  |            |

A: Аланін

C: Цистеїн

D: Аспарагінова кислота

E: Глутамінова кислота

F: Фенілаланін

G: Гліцин

H: Гістидин

I: Ізолейцин

K: Лізин

L: Лейцин

M: Метіонін

N: Аспарагін

P: Пролін

Q: Глутамін

R: Аргінін

S: Серин

T: Треонін

V: Валін

W: Триптофан

Кодований геном білок за функцією належить до активаторів. Задіяний у таких біологічних процесах, як транскрипція, регуляція транскрипції, альтернативний сплайсинг. Білок має сайт для зв'язування з іонами металів, іоном цинку, ДНК. Локалізований у ядрі.